# Parafia Narodzenia Najświętszej Marii Panny w Homlu
Parafia Narodzenia Najświętszej Marii Panny w Homlu – rzymskokatolicka parafia znajdująca się w Homlu, w diecezji pińskiej, w dekanacie homelskim, na Białorusi.

## Parafia Wniebowzięcia Najświętszej Maryi Panny w Homlu
W XVIII w. kanclerz wielki litewski i starosta homelski Michał Fryderyk Czartoryski ufundował lub odnowił tutejszy kościół katolicki pw. Wniebowzięcia Najświętszej Maryi Panny. Nowy kościół wybudowano w 1822. W 1882 była to jedyna parafia katolicka w powiecie homelskim. Oprócz kościoła parafialnego istniało również 9 kaplic rozsianych po całym powiecie.
W 1938 władze sowieckie zdecydowały o zamknięciu kościoła Wniebowzięcia Najświętszej Maryi Panny, a czterech posługujących w parafii księży zostało rozstrzelanych. W 1940 komuniści zburzyli świątynię. Obecnie trwają starania o jej odbudowę w innym miejscu niż stała pierwotnie. W późniejszych latach do Homla przyjeżdżali księża z Litewskiej SRR, by potajemnie sprawować sakramenty.

## Historia
W 1989 do Homla przybył ks. Sławomir Laskowski z archidiecezji lubelskiej - pierwszy kapłan katolicki od 1938, który zamieszkał w parafii. Doprowadził on do odrodzenia się parafii. W 1990 władze miejskie przekazały katolikom budynek pracowni malarskiej, w którym dawniej mieściła się prawosławna kaplica cmentarna. Po remoncie stał on się nowym kościołem parafialnym. Konsekrował go w 2000 arcybiskup mińsko-mohylewski i administrator apostolski diecezji pińskiej kard. Kazimierz Świątek. Ks. Laskowski służył w Homlu do 2017, gdy władze białoruskie nie przedłużyły mu pozwolenia na pracę duszpasterską.
Na terenie parafii pracują siostry benedyktynki samarytanki, które od 2011 r. prowadzą tu Wioskę Dziecięcą dla dzieci niepełnosprawnych, a od 2021 r. Centrum Edukacyjno-Terapetyczne dla dzieci z terenu miasta.

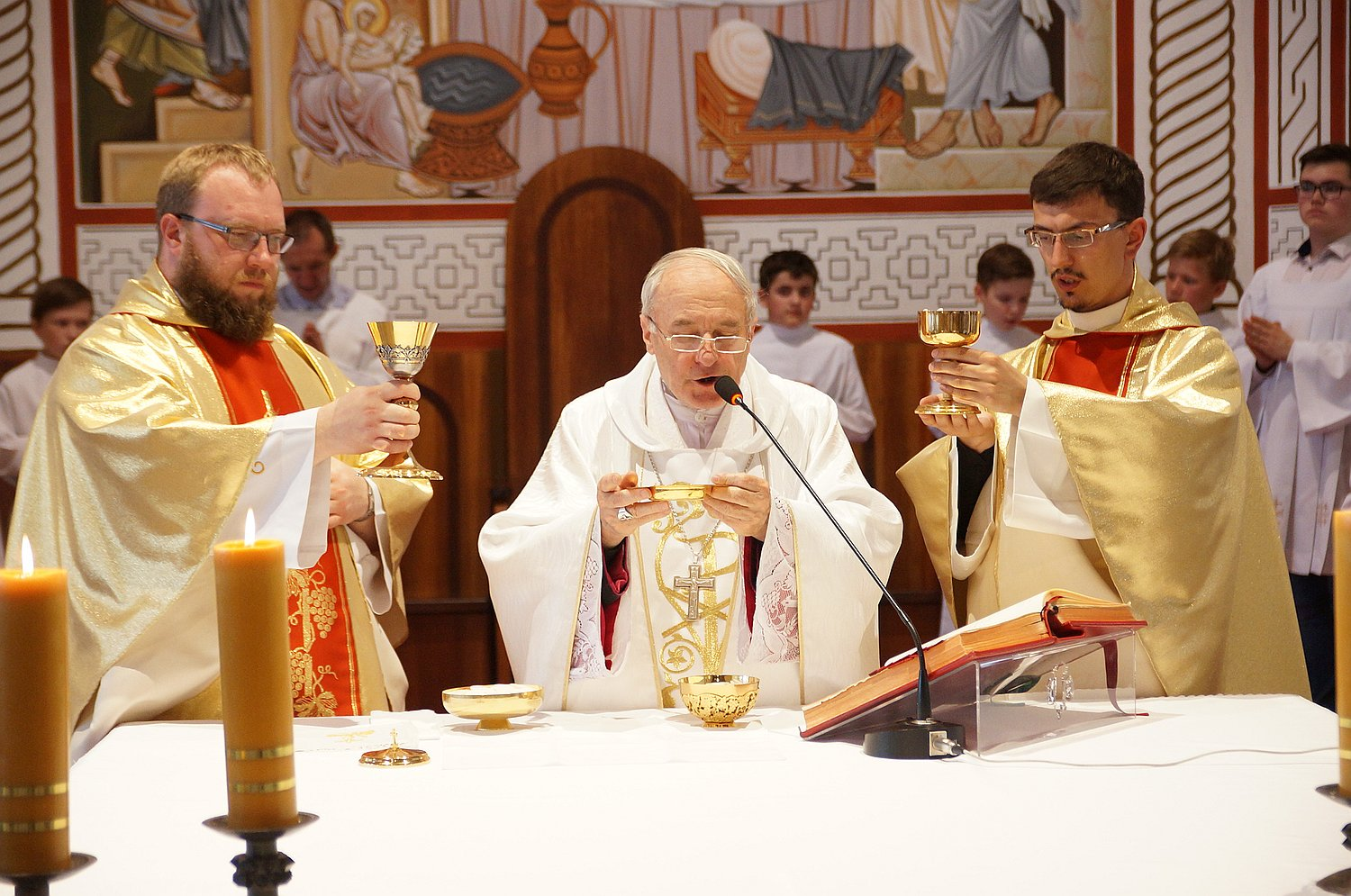
Biskup Kazimierz Wielikosielec podczas odprawiania Mszy Świętej w kościele parafialnym